# Iliad
Iliad S.A. er en fransk telekommunikationsvirksomhed. De har hovedkvarter i Paris, hvor virksomheden blev etableret af Xavier Niel i 1990. Forretningerne omfattter, fastnet, mobiltelefoni og internetadgang. De er tilstede i 36 lande.